# Ácido peroxodisulfúrico
El ácido peroxodisulfúrico o ácido octaoxosulfúrico (VI) es un oxoácido de azufre con fórmula química de H2S2O8. En estado puro forma cristales incoloros o blancos que funden con descomposición a 65 °C. Como ácido, es un ácido fuerte, pero poco estable en disolución concentrada a temperatura ambiente, hidrolizándose y convirtiéndose en una mezcla de peróxido de hidrógeno, H2O2 y ácido sulfúrico, H2SO4. La estabilidad aumenta al enfriar la disolución.  En términos estructurales se puede escribir como HO3SOOSO3H. Sus sales, conocidas como peroxodisulfatos o incluso como persulfatos, son importantes en la industria. 

## Síntesis
El ácido peroxodisulfúrico se produce generalmente por electrólisis del ácido sulfúrico concentrado con la adición de sulfato de amonio. La electrólisis se utiliza alta densidad de corriente, y ánodo de platino. El sulfato de amonio se puede sustituir por sulfato de sodio o de potasio.
{\displaystyle {\ce {2H2SO4 ->[e- ;0{ºC}] H2S2O8 + H2(g)}}}
En laboratorio se puede sintetizar mediante:
- La reacción de ácido clorosulfónico con ácido peroxomonosulfúrico:

{\displaystyle {\ce {HSO3Cl + H2SO5 -> H2S2O8 + HCl}}}
- La disolución de persulfato de potasio en ácido sulfúrico concentrado:

{\displaystyle {\ce {K2S2O8 + H2SO4 ->[{0 °C}] H2S2O8 + KHSO4}}}

## Aplicaciones
El ácido peroxodisulfúrico es un oxidante fuerte. Se emplea usualmente para la producción de peróxido de hidrógeno (a través de hidrólisis) 
{\displaystyle {\rm {H_{2}S_{2}O_{8}+2\ H_{2}O\leftrightharpoons 2\ H_{2}SO_{4}+H_{2}O_{2}}}}
También se emplea para la hidroxilación de fenoles, así como solución de decapado para el tratamiento superficial de metales usados. 
Sus sales, los peroxodisulfates son mucho más estables que el ácido y se utilizan como agentes oxidantes fuertes.